# Espai de noms XML
Els espais de noms XML són un mecanisme per assegurar que els elements i els atributs d'un document XML tinguin noms únics. Estan definits en una recomanació del World_Wide_Web_Consortium. El problema que resolen és l'ambigüitat que sorgeix quan un document XML conté noms d'elements o d'atributs provinents de diversos vocabularis i en resulten diversos elements o atributs homònims: si a cada vocabulari se li dona un espai de noms diferent, es resol l'ambigüitat.
Un exemple simple seria el d'un document que referencia un client i una comanda, i en què tant l'element del client com el de la comanda tenen un element descendent anomenat id ("identificador"), de manera que les referències a l'element id són ambigües. Emplaçar els diferents elements id en espais de noms diferents eliminaria l'ambigüitat.